# كوجل بانزر

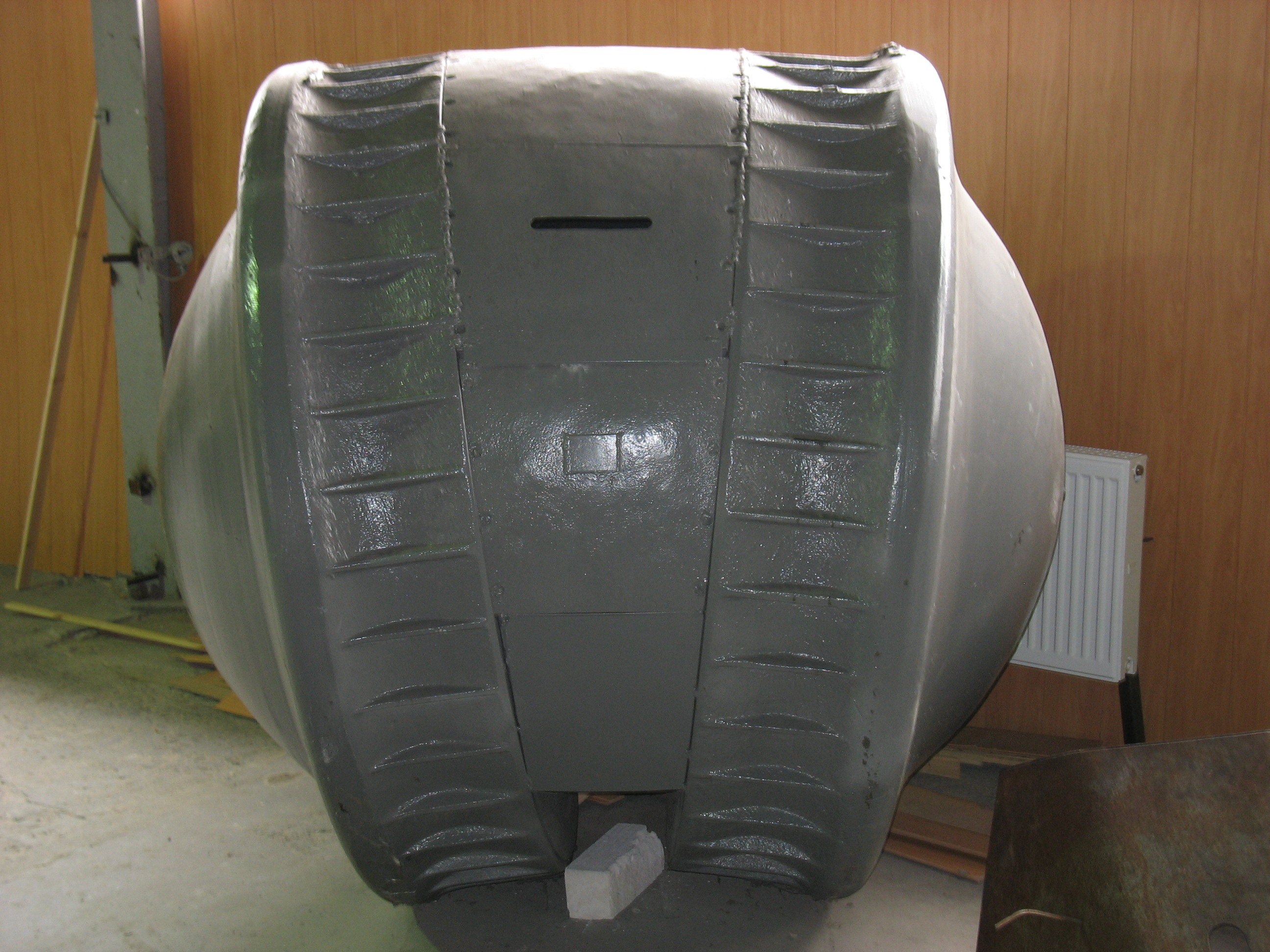

كوجل بانزر ("دبابة كروية ") هي دبابة تتسع لرجل واحد بنيت من قبل ألمانيا خلال الحرب العالمية الثانية. استولى السوفييت عليها في منشوريا وهي معروضة في متحف دبابات كوبينكا. لا يوجد يشير إلى أنها قد استخدمت في الأعمال القتالية.